# Allocosa marua
Allocosa marua är en spindelart som beskrevs av Roewer 1959. Allocosa marua ingår i släktet Allocosa och familjen vargspindlar.
Artens utbredningsområde är Kamerun. Inga underarter finns listade i Catalogue of Life.